# Evaporare

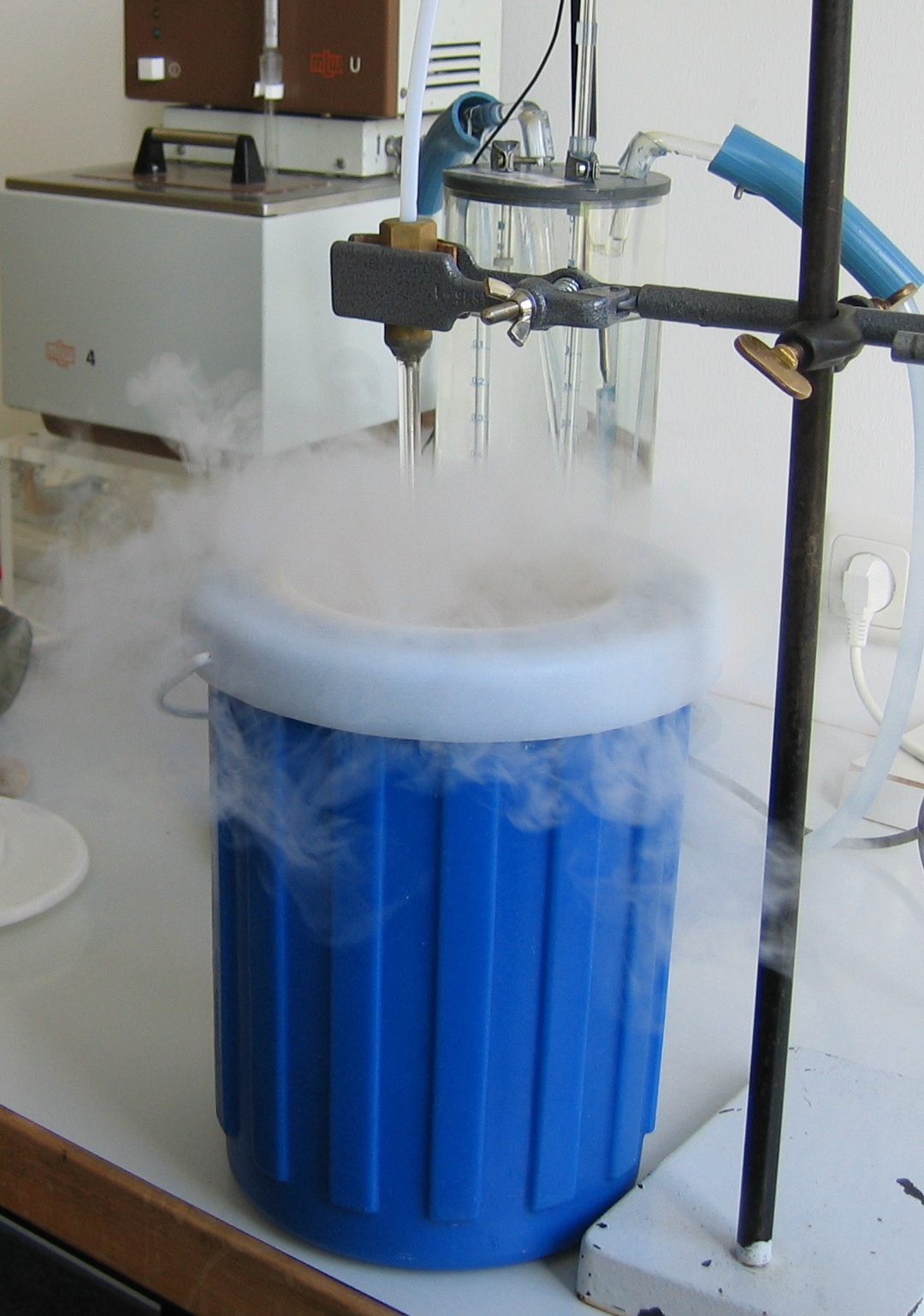
Evaporarea azotului lichid

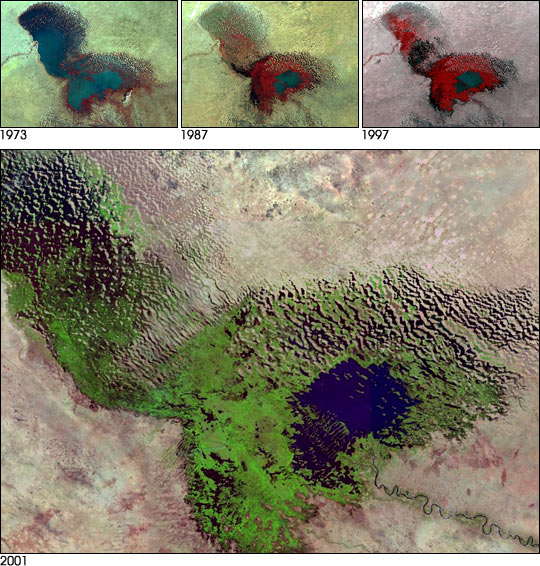
Evaporarea Lacului Ciad

Evaporarea sau evaporația este procesul prin care atomii sau moleculele unui corp în stare lichidă acumulează suficientă energie pentru a ajunge în stare gazoasă. Evaporația este una din cele două forme ale vaporizării, cealaltă formă fiind fierberea. Procesul invers evaporării este condensarea. Conform Dicționarului explicativ al limbii române, evaporarea este transformarea unui lichid în vapori. Transformarea în vapori are loc numai la suprafață, la temperaturi inferioare temperaturii de fierbere a lichidului. Este de menționat că termenul „evaporație” nu există în Dicționarul explicativ al limbii române, elaborat în cadrul Academiei Române în anul 2016.
Termenul de „evaporare” este sinonim cu cel de „evaporație”. Deși dicționarele nu fac o diferențiere între cele două noțiuni, fizicienii, care sunt preocupați mai mult de studiul mecanismului procesului, tind să prefere forma „evaporare”; pe de altă parte, meteorologii și hidrologii tind să utilizeze forma „evaporație” pentru a defini cantitatea de apă care se evaporă de la suprafața solului sau a unui corp de apă. 
Procesul prin care apa de pe o suprafață acoperită cu vegetație este evacuată în atmosferă este definit ca evapotranspirație (forma „evapotranspirare” nu există). Această diferențiere nu există în alte limbi.